# Lycodon mackinnoni
Lycodon mackinnoni là một loài rắn trong họ Rắn nước. Loài này được Wall mô tả khoa học đầu tiên năm 1906.